# Habenaria macrandra
Habenaria macrandra är en orkidéart som beskrevs av John Lindley. Habenaria macrandra ingår i släktet Habenaria och familjen orkidéer. Inga underarter finns listade i Catalogue of Life.